# Третий переходный период
Третий переходный период в истории Древнего Египта (1077—656 годы до н. э., династии XXI—XXV).
Разделение Египта привело к распаду единого царского хозяйства, фундамента государственной централизации. Царские поместья в номах оказываются в руках местной знати и жречества. Условные держания чиновников становятся их собственностью. Египет превращается в арену соперничества региональных группировок аристократии. Повсеместно, особенно на юге, возрастает могущество храмов. Больше не существует силы, способной консолидировать ресурсы общества для проведения активной внешней политики.
Из-за внутреннего кризиса Египет перестаёт быть великой державой Восточного Средиземноморья и утрачивает последние остатки своих чужеземных владений, ослабевает контроль даже над сильно египтизированной Нубией. Продолжается массовое проникновение ливийцев в Нижний Египет: они селятся там целыми племенами, образуют костяк египетской армии, их вожди всё чаще занимают посты номархов и вступают в родственные отношения с местной светской и духовной знатью.

## Хронология Третьего переходного периода

### Падение Нового царства
- 1069 до н. э. Верховный жрец Амона Херихор после смерти последнего представителя XX династии и Нового царства Рамсеса XI (1099—1069 до н. э.) делает своего сына Смендеса фараоном в Танисе (XXI династия), а Верхним Египтом правят фиванские жрецы Амона-Ра.
- 1069—664 до н. э. Третий переходный период в Египте (XXI—XXVI династии) характеризуется слабостью царской власти и мощью религиозной. Происходят ливийские, кушитские (нубийские, или эфиопские) и ассирийские вторжения.
- Ок. 1050 до н. э. Верхний Египет становится теократическим государством, управляемым фиванскими жрецами.
- Ок. 960 до н. э. создается союз фараона Сиамона и израильско-иудейского царя Соломона, скреплённый браком Соломона с дочерью фараона. Сиамон берёт Газу и дарит её израильтянам в качестве приданого.

### Ливийское владычество
- 945 до н. э. Знатный ливиец Шешонк I (правил до 925 года до н. э.) с помощью ливийских наёмников, отстранив жречество от власти, узурпирует нижнеегипетский трон и основывает XXII (ливийскую) династию.
- 945—715 до н. э. XXII (ливийская) династия. Столица: Бубастис в Дельте Нила. Представители: Шешонк I—IV, Осоркон II—V.
- 926/925 до н. э. Войска Шешонка (библейский Шишак, или Сусаким) на 5-м году правления Ровоама после смерти Соломона захватывают и разоряют израильскую столицу Иерусалим.
- 925—889 до н. э. Осоркон II безуспешно пытается продолжать политику своего отца Шешонка.
- Ок. 900 до н. э. Основано теократическое Южное Нубийское царство, охватывавшее земли от первого до шестого порога Нила, со столицей в Напате близ горы Джебель-Баркал.
- 853 до н. э. Битва при Каркаре: 12 членов антиассирийской Дамасской коалиции, включая Египет и восточно-средиземноморские города-государства, наголову разбиты ассирийцами. Начало сепаратистских движений (фактически — гражданской войны) внутри Египта.
- Ок. 850 до н. э. Северная Нубия отпадает от Египта и присоединяется к Напате.
- 817 до н. э. Танисский номарх Петубастис I объявляет себя независимым от XXII династии и основывает XXIII династию.

### Нападения эфиопов и ассирийцев
- 728/727 — 715 до н. э. XXIV династия (Фараоны Тефнахт, жрец Птаха и Нейт, и Бокхорис) со столицей в Саисе. Греческие авторы приписывают Бокхорису законодательство, запрещавшее долговое рабство и впервые составившее гражданский кодекс.
- Ок. 728 до н. э. Верх раздробленности древнеегипетского государства — параллельное правление 5 царей в Египте.
- 728 до н. э. Тефнахт поднимает население Нижнего и Среднего Египта на восстание против эфиопского царя Пианхи (Пи) (правитель Куша ок. 750—716 до н. э.), однако терпит поражение в сражениях на Ниле близ Фив и Гераклеополя. Вскоре эфиопы во главе с Пианхи вступают в Фивы и основывают в Египте XXV (эфиопской, или кушитской) династии, после чего берут восставший во главе с Немартом Гермополь, а затем — Мемфис. На собрании в Атрибисе, где правил Педиисе, все правители раздробленного Египта, в том числе номинальный верховный фараон Осоркон IV (V), что вынуждает Тефнахта признать верховенство эфиопов.
- 728—656 до н. э. Правление XXV (эфиопской, кушитской или нубийской) династии в Египте.
- 720 до н. э. Саргон II объявляет Египту войну. Под Рафией ассирийцами разбита египетская армия военачальника Сибе.
- 716 до н. э. Смерть Пианхи. Новым царём кушитов становится Шабака, сражавшийся с ассирийцами при Эльтаку.
- 715 до н. э. Второе завоевание Египта кушитами: Шабака (правил в 716—702 до н. э.) нападает на Нижний Египет и после зверского убийства Бокхориса объединяет всю страну под властью XXV династии. В результате Напатскому царству принадлежат земли от шестого порога до Дельты Нила, так как в Фивах формально правит «Супруга Амона», сестра Шабаки Аменердис II.
- 702—685 до н. э. Правление кушитского царя Шабатоки.
- 701—700 до н. э. Ассирийский царь Синнахериб разбивает египетско-нубийские гарнизоны в Иудее, берёт восставший город Экрон и некоторое время осаждает Иерусалим, но чума вынуждает ассирийскую армию отступить.
- Ок. 700 до н. э. Возникновение в Северном Египте демотического («народного») письма — упрощённого варианта иероглифической скорописи.
- 690—664 до н. э. Правление в Египте эфиопского царя Тахарки.
- 675—674 до н. э. Ассирийский царь Асархаддон предпринимает первый поход в Египет, но не может захватить страну.
- 671 до н. э. Асархаддон, пользуясь поддержкой ненавистных эфиопам номархов, включая саисского Нехо и фиванского Монтуэмхета, вторгается в Нижний Египет и берёт Мемфис. Египет разделён между 20 номархами.
- 671—655 до н. э. Египет считается зависимым от Ассирии.
- 667 до н. э. Ассирийский царь Ашшурбанапал I нападает на владения Тахарки. Ассирийцы побеждают эфиопов в Нижнем Египте и теснят их на юг, после чего Ашшурбанапал I вступает в Фивы.
- 664—656 до н. э. Правление эфиопского (кушитского) царя Танутамона в Напате.